# Enrico Nordio
Federico Nordio, detto Enrico (Trieste, 24 settembre 1851 – Trieste, 3 dicembre 1923), è stato un architetto italiano.

## Biografia
Figlio dell'impresario edile Domenico e di Anna Maria Bertoja, Enrico Nordio si formò artisticamente presso il pittore berlinese Karl Friedrich Haase e l'architetto-ingegnere Giovanni Righetti; in seguito iscrisse alla Scuola di architettura dell'Accademia di belle arti di Vienna nel 1871 e diventò allievo di Friedrich von Schmidt, maestro del neogotico, con cui fece esperienza in grandi cantieri per il restauro del Duomo di Vienna, dell'abbazia di Klosterneuburg, il palazzo municipale di Vienna e l'Accademia croata delle Scienze e delle Arti a Zagabria. In seguito, collaborò nella capitale croata con Hermann Bollé per il restauro della Cattedrale di Zagabria e del santuario di Marija Bistrica.
Nel 1879 si trasferì a Trento, dove venne nominato direttore della Scuola professionale per la lavorazione della pietra (in seguito chiamata Scuola industriale), seguendo alcuni restauri fra cui quello per il duomo. Altri restauri riguardarono la chiesa parrocchiale di Villa Lagarina (1881-82), la ricostruzione del campanile di Roncegno Terme (1884), la facciata neoromanica della chiesa di Malé (1886-94), la chiesa di San Pietro a Cembra (1886) e Castel Tirolo. Durante il soggiorno decennale a Trento, sposò Luisa Tacchi (1863-1958) ed ebbero sei figli, tra cui Umberto, anch'egli celebre architetto.
Nel 1887 vinse il premio ex aequo nel secondo grado nel concorso internazionale per la facciata del duomo di Milano. Tornato a Trieste nello stesso anno per insegnare disegno presso la neocostituita Imperial-Regia Scuola di arti applica, partecipò alla vita culturale e politica cittadina entrando nel Circolo artistico e del curatorio del Museo "Revoltella". Nella città giuliana, progetta la sede per la Cassa di risparmio (1891-1894), caratterizzata da uno stile neorinascimentale italiano.
Nel 1902 venne nominato conservatore della Zentral-Kommission per i monumenti storico-artistici dal Medioevo all'età moderna per Capo d'Istria, Parenzo, Rovigno e Trieste.
L'uso degli stili storici, da cui non si allontanerà lungo la sua carriera professionale seppur filtrata dall'esperienza viennese, lo porta a realizzare edifici in stile italiano con declinazioni cinquecentesche: la sede del Creditanstalt (1907-1910) e l'imponente Palazzo di giustizia (1912-1926). Alcune variazioni formali sono rinvenibili nella chiesa di San Vincenzo de' Paoli (1890) e nell'ingresso per l'ospedale di Santa Maria Maddalena (1900). Negli anni 1912-1913 progettò, con più discrete citazioni storiche, diversi complessi residenziali di case d'affitto. Poco prima di morire, collabora con Giacomo Zammattio per la realizzazione della sede INAIL (1923-1935), completata poi dal figlio Umberto.

## Progetti principali

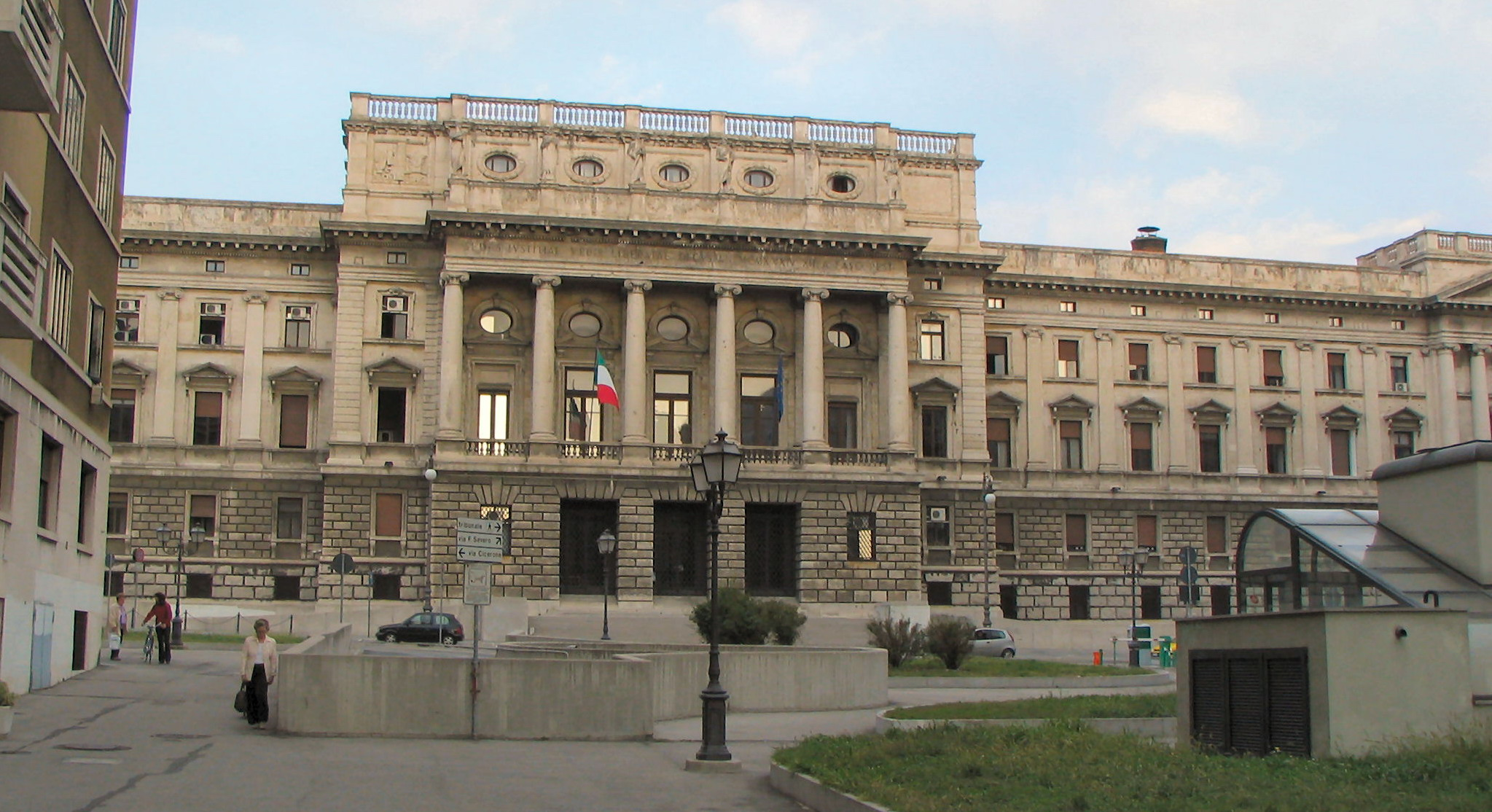
Palazzo di Giustizia (Trieste)

- 1872-1883 - Nuovo palazzo municipale di Vienna
- 1881 - Restauro del duomo di Trento
- 1882-1892 - Restauro dell'abbazia di Klosterneuburg (Vienna)
- 1890 - Chiesa di San Vincenzo de' Paoli, Trieste
- 1891-1894 - Sede della Cassa di risparmio, Trieste
- 1900 - Palazzina d'ingresso dell'ospedale di Santa Maria Maddalena, Trieste
- 1907-1910 - Sede del Creditanstalt (poi Banca commerciale italiana), Trieste
- 1912 - Primo recupero della Tor Cucherna, Trieste
- 1912-1926 - Palazzo di giustizia, Trieste
- 1923-1935 Sede dell'Inail, Trieste

## Ricordo
Alla memoria di Enrico e Umberto Nordio fu intitolato nel 1955 l'Istituto statale d'arte di Trieste, oggi liceo artistico.